# Eguria albifasciata
Eguria albifasciata är en fjärilsart som beskrevs av George Francis Hampson 1892. Eguria albifasciata ingår i släktet Eguria och familjen tandspinnare. Inga underarter finns listade i Catalogue of Life.